# ترايسي بونهام
ترايسي بونهام (مواليد 16 مارس 1967) (بالإنجليزية: Tracy Bonham)‏ هي مغنية روك بديل أمريكية.

## روابط خارجية
- ترايسي بونهام على موقع IMDb (الإنجليزية)
- ترايسي بونهام على موقع ميوزك برينز (الإنجليزية)
- ترايسي بونهام على موقع رولينغ ستون (الإنجليزية)
- ترايسي بونهام على موقع أول موفي (الإنجليزية)
- ترايسي بونهام على موقع أول ميوزيك (الإنجليزية)
- ترايسي بونهام على موقع ديسكوغز (الإنجليزية)
- ترايسي بونهام على موقع قاعدة بيانات الفيلم (الإنجليزية)
- ترايسي بونهام على موقع كينوبويسك (الروسية)